# Supergirl (film)
Supergirl är en amerikansk-brittisk superhjältefilm i regi av Jeannot Szwarc med Helen Slater i titelrollen.

## Handling
Kal-El:s, (Stålmannen), kusin Kara Zor-El tvingas lämna som hemplanet Krypton eftersom en kraftkälla har stulits av Selena. Hon kommer till jorden för att leta reda på sin kusin Kal-El och få hjälp av honom. Under tiden klär hon ut sig till en vanlig skolflicka för att lära sig den nya världen. Selena är en ondskefull häxa som tänker använda kraften till att bli universums härskarinna. Stålflickan måste lyckas förgöra Selena, med eller utan Stålmannens hjälp, och återför kraften hem till Argo City innan det är för sent.

## Rollista (urval)
| Faye Dunaway   | – Selena                              |
| Helen Slater   | – Kara Zor-El / Supergirl / Linda Lee |
| Peter O'Toole  | – Zaltar                              |
| Hart Bochner   | – Ethan                               |
| Mia Farrow     | – Alura                               |
| Brenda Vaccaro | – Bianca                              |
| Peter Cook     | – Nigel                               |
| Simon Ward     | – Zor-El                              |

## Om filmen
Hundratals skådespelerskor gjorde audition för titelrollen och Brooke Shields ansågs allmänt som en favorit vid tidpunkten. Rollen gick dock till den okända 19-åriga Helen Slater.
Filmen är inspelad på Pinewood Studios i Buckinghamshire i England, likt de tre föregående filmerna om Stålmannen (Superman – The Movie, Superman II – Äventyret fortsätter, Stålmannen går på en krypto-nit).
Filmen var ursprungligen tänkt att distribueras av Warner Bros. i USA för en release i juli 1984. Producenterna ville dock inte att filmens premiär skulle ske samtidigt som Olympiska sommarspelen 1984 pågick. När producenterna istället insisterade på en release kring julen 1984 valde Warner Bros. att helt släppa filmen.
Supergirl blev den sista superhjältelångfilmen som producerades av Alexander och Ilya Salkind (far och son duon) som 1975 köpt filmproduktionsrättigheterna till Stålmannen och tillhörande bifigurer (som Stålflickan) från DC Comics för 3 miljoner amerikanska dollar.

## Visning i Sverige
Den hade Sverigepremiär den 8 februari 1985.